# Radosław Kowalczyk
Radosław Kowalczyk (ur. 1 czerwca 1973 w Łodzi) – były polski piłkarz występujący na pozycji napastnika.
Karierę zawodniczą rozpoczynał w Widzewie Łódź. W barwach tej drużyny rozegrał 40 spotkań w I lidze, strzelając w nich 11 bramek (sezon 1993/1994, 1994/1995). W latach 1993–1994 był wypożyczony do IV ligowej Victorii-Włókniarz Łódź. W latach 1995–1999 był zawodnikiem Petrochemii Płock. Grając w płockim zespole rozegrał 19 meczów w ekstraklasie. Potem przeszedł do RKS-u Radomsko. Z owym klubem w sezonie 2001/2002 występował w najwyższej klasie ligowej. Wówczas wziął udział w 28 spotkaniach, zdobywając w nich 3 gole. W 2005 roku podpisał kontrakt z Pelikanem Łowicz, z którym dwa lata później awansował do II ligi. Przed rundą wiosenną sezonu 2008/2009 przeniósł się do III-ligowej Stali Niewiadów. Przed sezonem 2010/2011 przeniósł się do A-klasowego wówczas LUKS-u Gomunice. Klub od sezonu 2011/2012 występuje w piotrkowskiej lidze okręgowej.